# Хеви-метал
Хе́ви-ме́тал (иногда также хэви-ме́тал, англ. heavy metal — «тяжёлый металл») — жанр рок-музыки, первое и изначальное направление метала. Обычно этим словом называют «классический» метал в том его виде, в котором он был создан в 1970-е годы такими группами, как Black Sabbath и Judas Priest.
Зачастую «хеви-метал» является гиперонимом и им обозначают весь метал. Раньше им обозначали и хард-рок (Deep Purple, Led Zeppelin, Uriah Heep, The Who) (по крайней мере, до 1983 года), а «хард-рок» и «хеви-метал» долгое время были синонимами. В современности, чтобы отделить классический жанр, носящий это название, от его производных, его иногда называют классическим (classic), традиционным (trad) или истинным (true) хеви-металом.
От хеви-метала в той или иной степени произошли все прочие виды метала. Классический хеви-метал пережил расцвет в 1980-е годы благодаря таким группам как Accept, Iron Maiden, Judas Priest, Manowar, Motörhead, Ozzy Osbourne, Van Halen, Venom и другим, после чего постепенно начал уступать в популярности новым жанрам. Однако и в XXI веке традиционный хеви продолжают исполнять многие группы, как старые, так и новые, нередко в смешении с близким ему пауэр-металом.

## Название
Словосочетание heavy metal (хеви-метал) первоначально применялось в английском языке для обозначения «артиллерийской канонады» или «тяжелой артиллерии». В 1959 году в романе Уильяма Берроуза «Naked Lunch» оно впервые было связано с дисгармоничной музыкой в видениях главного героя. В 1969 году музыкальный критик Лестер Бэнгз словом хэви-метал охарактеризовал выступление группы Led Zeppelin, однако хэви-метал как отдельный жанр оформился гораздо позже. Также термин «Heavy metal» был применён к альбому «Kingdom Come» (1970) группы «Sir Lord Baltimore» критиком Майком Сандерсом.
В 1977 году появляется посвященный фантастике журнал Heavy Metal, а в 1981 году выходит мультфильм со схожим названием.

## Черты жанра
Музыкальные черты. Для хеви характерны: средний или ускоренный темп, энергичные риффы, центральная роль соло-гитариста, продолжительные и техничные гитарные соло. Вокал, как правило, высокий (тенор, фальцет) и экзальтированный.
Тематические черты. Тематика текстов разнообразна, но особенно часто встречаются песни о трагических страницах истории (Run to the Hills — геноцид индейцев), мистике (The Number of the Beast — Число зверя; Purgatory — Чистилище), энергичном стиле жизни, а также песни, восхваляющие сам хэви-метал; частые герои металлических песен — исторические воины (Crusader — Крестоносец), байкеры, металлисты. Нередки также песни на общественные и философские темы, песни про любовь.
Имиджевые черты. Для музыкантов и поклонников стиля хеви-метал характерна особая эстетика (см. Новая волна британского хеви-метала и Металлисты): длинные волосы, черные кожаные брюки и жилетки, шипованные напульсники, клепанные ремни, цепи. В качестве элемента одежды широко использовались джинсы (см. название альбома группы Saxon Denim and Leather: «Джинсы и кожа»). Визуальное искусство данного стиля представлено дискографией (особенно в исполнении Дерека Риггса) с особым леттерингом, использованием тем хоррора и эротики.
Концерты метал-музыкантов обычно яркие, с применением световых и пиротехнических эффектов.

## История

### Хард-н-хеви
Хард-рок зародился в конце 1960-х в Великобритании и США.

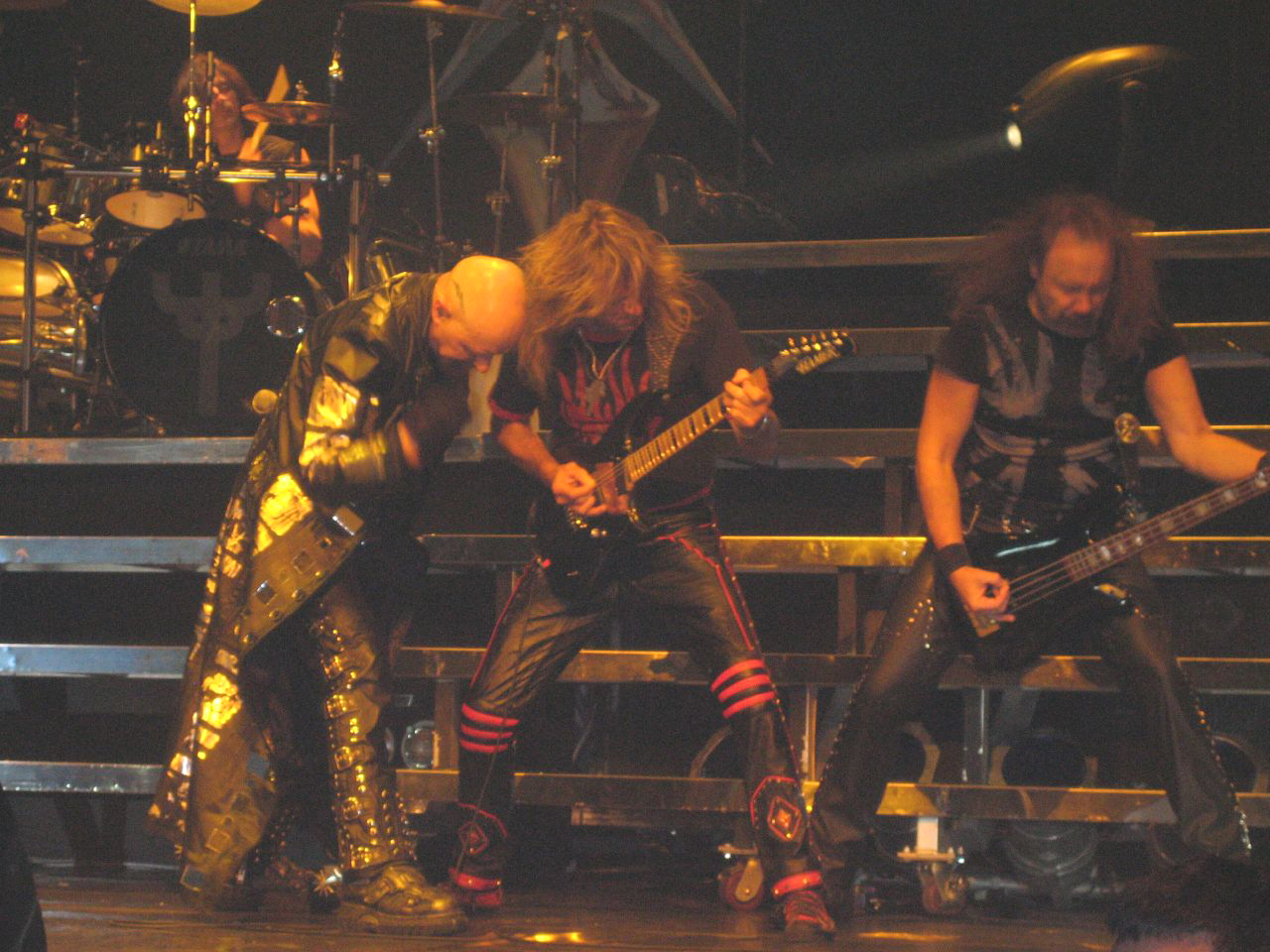
Группа «Judas Priest»

Уже в 1960-е в работах классических рок-групп начали появляться скоростные и тяжёлые композиции (например, «Helter Skelter» The Beatles). Одним из музыкантов, оказавших решающее влияние на появление хард-рока, был Джимми Хендрикс, выработавший совершенно новый подход к гитарной музыке. Затем начали появляться ранние хард-рок группы (например, американские группы «Iron Butterfly», «Blue Cheer», «Grand Funk Railroad»). 

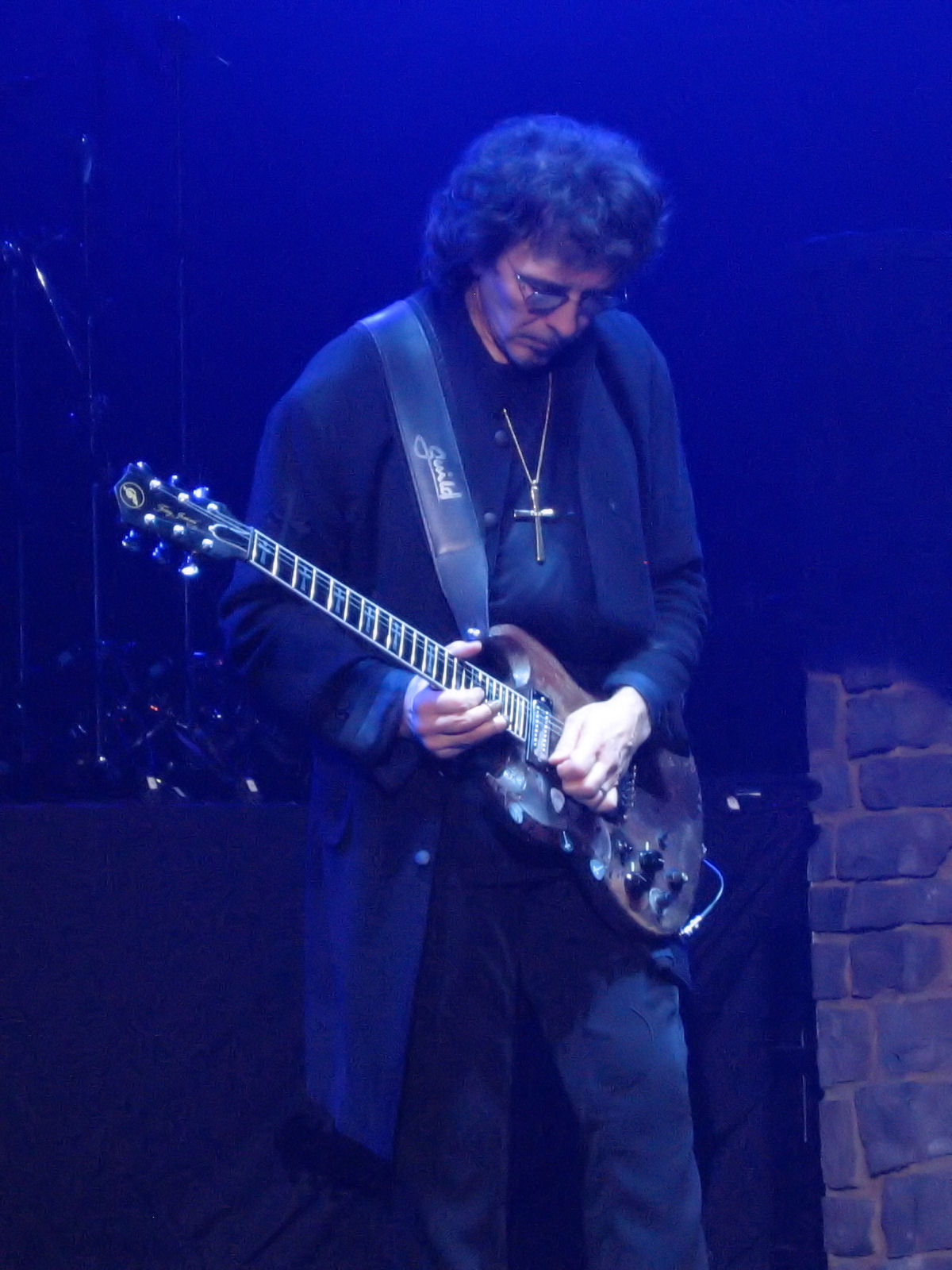
Тони Айомми, один из прародителей тяжёлого метала

 Наибольшего развития хард-рок достиг в первой половине 70-х в музыке таких групп, как «Led Zeppelin», «Deep Purple», «Black Sabbath» и других. В хард-роке впервые центральную роль начинает играть гитара и гитарист, вся музыка строится вокруг его риффов и соло. Хард-рок породил таких выдающихся гитаристов, как Ричи Блэкмор, Тони Айомми и Джимми Пэйдж. Влияние на развитие жанра также оказали прогрессив-рок группы, такие как «Queen», «Uriah Heep», «Genesis» и «Blue Öyster Cult», с их продолжительными, сложными гитарными соло.
Примерно в этот период появился термин «хеви-метал», которым поначалу обозначали просто самые громкие хард-рок-группы. До появления «новой волны» британского метала эти термины использовались критиками как взаимозаменяемые. Многие группы, относимые в то время к хеви-металу, например, «Led Zeppelin», позднее стали считаться преимущественно хард-рок-группами. Иногда сами музыканты некоторых хард-рок-групп, например, участники «Deep Purple» и «AC/DC», не любят, когда их называют «металлистами» или «хеви-металом». Критики пользуются термином «хард-н-хеви» (хард-рок энд хеви-метал) для обозначения таких пограничных групп.
Английский хард-н-хеви породил «волну подражания» в США, где появились группы «Aerosmith», «Kiss», «Bon Jovi», «Guns'n'Roses». В Австралии сформировалась группа «AC/DC». В Германии стиль «хард-н-хеви» прививала группа «Scorpions» и «Bonfire», в Швеции — «Europe», Yngwie Malmsteen.

### Глэм-метал

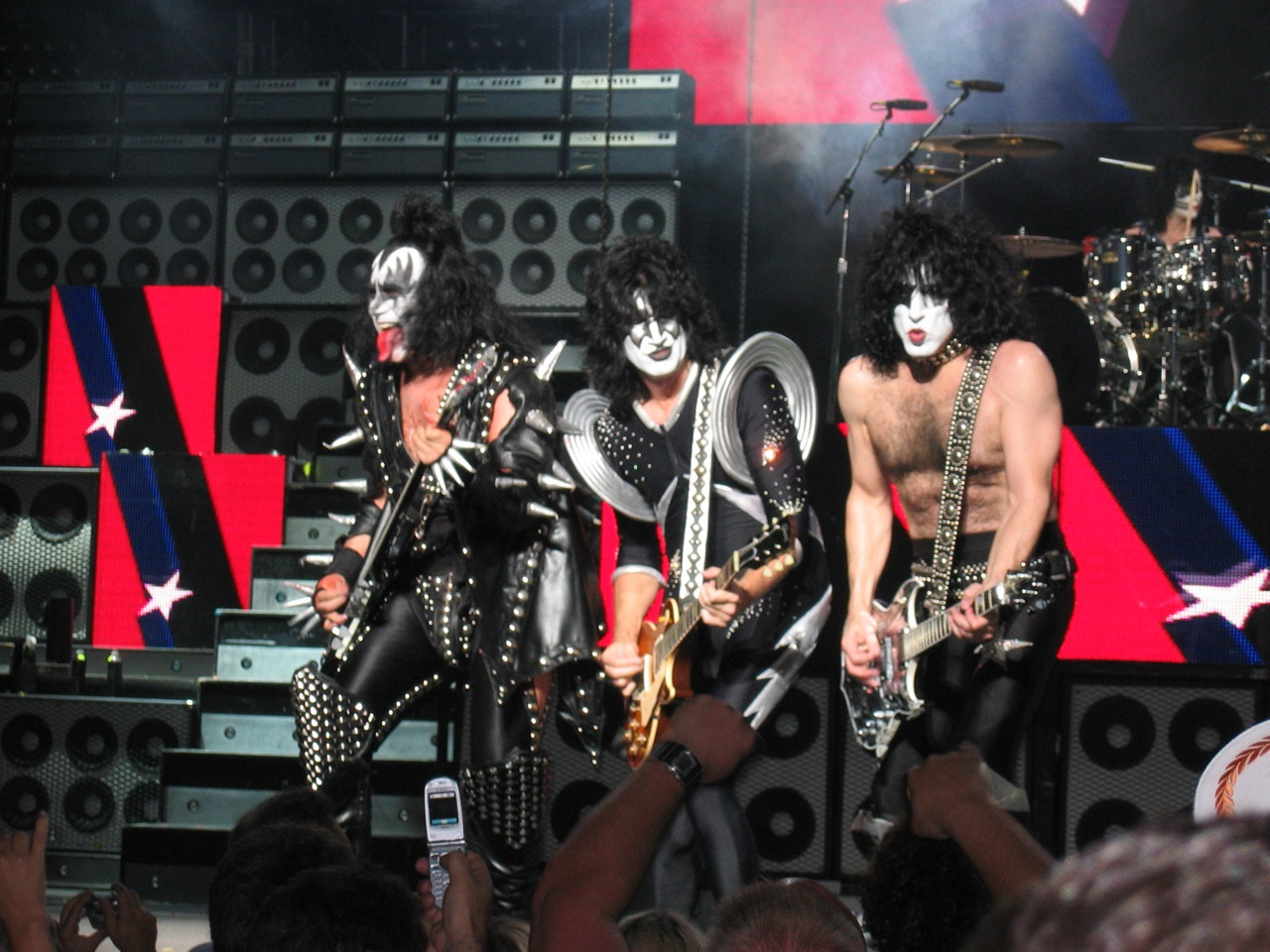
«Kiss» в своей знаменитой раскраске

В США тяжёлый рок был часто сопряжён с ярким элементом шоу, вызывающими костюмами и откровенно сексуальным поведением исполнителей. При этом музыка американских хард-н-хеви-групп становилась более энергичной, дальше от импровизаций и виртуозности хард-рока и мелодики блюза, хотя в основном оставалась в рамках хард-н-хеви. Это направление, смешение хард-н-хеви с глэм-роком, назвали глэм-метал, или хэйр-метал (металл волосатых). Первопроходцами направления стали «Kiss» и Элис Купер, а такие группы, как «Mötley Crüe», «Twisted Sister» и «Cinderella», подняли глэм на вершину мейнстрима своего времени, в особенности в США. Глэм-метал-команды отличались своеобразным чувством юмора, создавая вызывающе непристойный имидж (губная помада, макияж, обтягивающая одежда) и исполняли вызывающие, по тем временам, тексты о сексе и прожигании жизни.
В 1984 году вышел псевдодокументальный фильм «Это — Spinal Tap», пародирующий стилистику раннего хеви-метала и глэм-метала.

### Новая волна британского хеви-метала

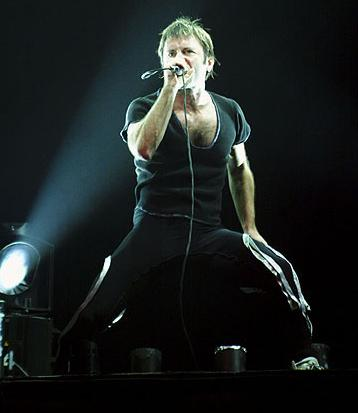
Брюс Дикинсон, вокалист «Iron Maiden»

В конце 1970-х гг. стремительно набравший популярность панк-рок потеснил металлическую сцену в андеграунд как в Англии, так и в США, где метал-песни надолго исчезли из хит-парадов. Однако вскоре ситуация на Туманном Альбионе претерпела изменения. Вдохновлённые панковским «самиздатовским» подходом многие молодые и талантливые металлические группы принялись сами организовывать свои концерты, издавать альбомы за свой счёт.
Культурный прорыв на британской сцене получил название «Новая Волна Британского Хеви-Метала» (англ. New wave of British Heavy metal, сокращённо NWoBHM). Название было дано корреспондентом журнала Sounds Джеффом Бартоном. Самыми популярными группами эры НВБХМ стали Iron Maiden и Motörhead. Помимо вышеназванных флагманов движения в своё время известность приобрели «Saxon», «Raven», «Diamond Head» и др.
Эти группы отличались от хард-н-хеви-групп гораздо более скоростным и резким звучанием. Ключевой приметой стиля НВБХМ стал «галоповый» ритм, на котором держались их композиции. Вокал стал более резким, гитарные соло — более скоростными. Некоторые группы испытывали влияние панк-рока.
Ещё одно отличие групп НВБХМ от их предшественников заключалось в мелодике. Если у таких групп, как «Deep Purple» и «Led Zeppelin», мелодии, риффы и вокальные партии в основном были построены на блюзовой пентатонике, то представители НВБХМ все шире начали использовать натуральный минор, этнические лады, то есть гаммы, не свойственные хард-року. При сочинении мелодий стали применяться ходы, более свойственные популярной музыке, нежели хард-року. Вокал также претерпел изменения. Он стал более чистым и менее блюзовым.
Кроме того, резко изменилась эстетика, сформировав ту, что сейчас привычна для хеви-метала. Группы НВБХМ пели о войне, Апокалипсисе, смерти и «ужастиках», устраивали на концертах хоррор-шоу (эталоном стал Эдди, зомби-талисман «Iron Maiden»), рисовали вызывающие обложки альбомов с черепами и дьяволами. Музыканты появлялись на сцене в новом имидже. Вместо джинсов и широких рубашек эпохи хиппи, характерных для хард-рок-групп 70-х, они одевались в обтягивающие трико и отращивали длинные волосы. Многие также начали использовать в своём имидже кожаные куртки «косухи», цепи, и стали выезжать на сцену на мотоциклах. Первопроходцем в этом отношении стал Роб Хэлфорд, вокалист «Judas Priest».

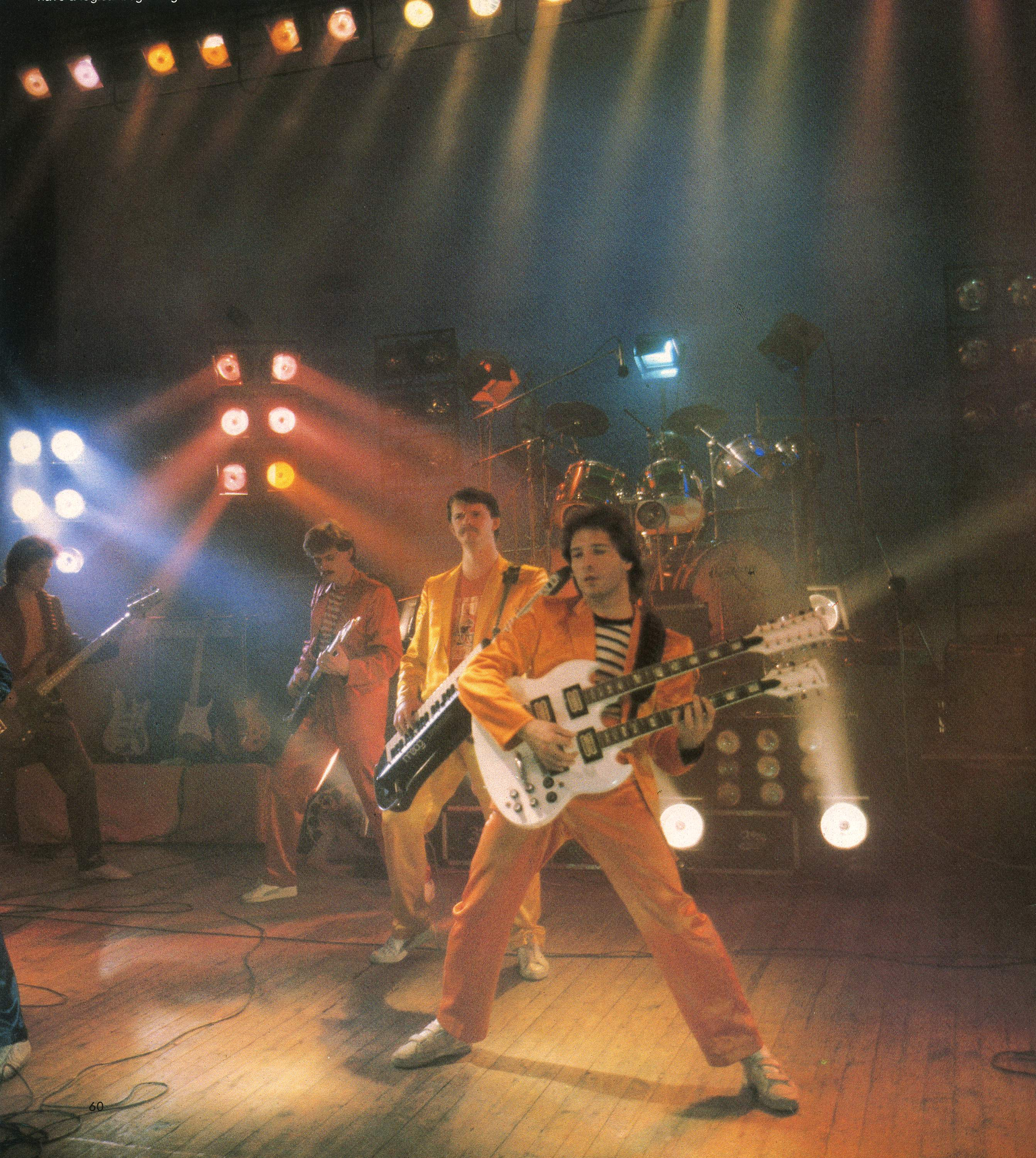
Группа «Земляне», фото журнала
«Soviet Life» (США) октябрь 1984

### Распространение

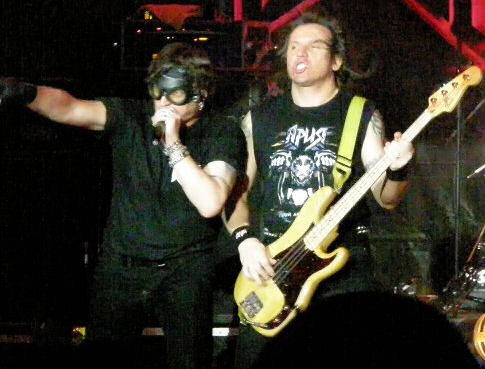
«Ария» стала самой успешной метал-группой в России и странах СНГ

В Америке хеви-метал «новой волны» был менее популярен, многие американские группы, такие как «Manowar», «Virgin Steele», «Savatage», предпочитали издаваться на английских лейблах и выступать в Британии. 
Вслед за «Scorpions», в Германии появились свои группы, такие как «Accept», «Rage», «Running Wild», «Warlock», «Sinner», «Tyran' Pace», «Grave Digger», и др.

#### Хэви-метал в СССР
В СССР первые тяжёлые группы появились ещё в начале 80-х, но из-за цензурных ограничений, введенных Брежневым, Андроповым и Черненко в 1980-85 годах, настоящее развитие метал-сцены началось только во второй половине 80-х, с началом перестройки.
Музыкальный критик Артемий Троицкий писал по поводу первых метал-групп СССР начала 1980-х годов:
Практикующим металлическим группам — «Круиз», «Группа Гуннара Грапса» и «Земляне» — удалось замечательно сплавить каноны хеви-метал и массовой эстрадной песни, что обеспечило им стабильное положение. Остальные существовали на грани (а иногда и за гранью) запрета…
— (Из книги «Рок-музыка в СССР. Опыт популярной энциклопедии», 1990)
Группы «Чёрный кофе», «Ария», «Легион», «Мастер» и «Чёрный Обелиск», стали дальнейшими первопроходцами стиля. Благодаря их популярности, особенно группы «Ария», хеви-метал стал самым распространённым метал-жанром России на десятилетия. В 1989—1990 годах в Советском Союзе проводился масштабный рок-фестиваль советских групп тяжёлой музыки под названием «Монстры рока СССР».

#### В других странах
Во Франции хеви-метал был представлен группами «ADX», «Trust», «Sortilège», «Shakin' Street», «Mystery Blue». В Испании существовала целая плеяда метал-групп, среди которых, прежде всего, целесообразно отметить «Muro» (представлявших спид-метал). А в Аргентине хэви-метал представляли группы «Rata Blanca», «Retrosatan», «Bloke», «Riff», «Kamikaze» и «Horcas». «V8» тоже являются важной частью аргентинской хэви-метал-сцены, хоть они и играют спид/трэш-метал.

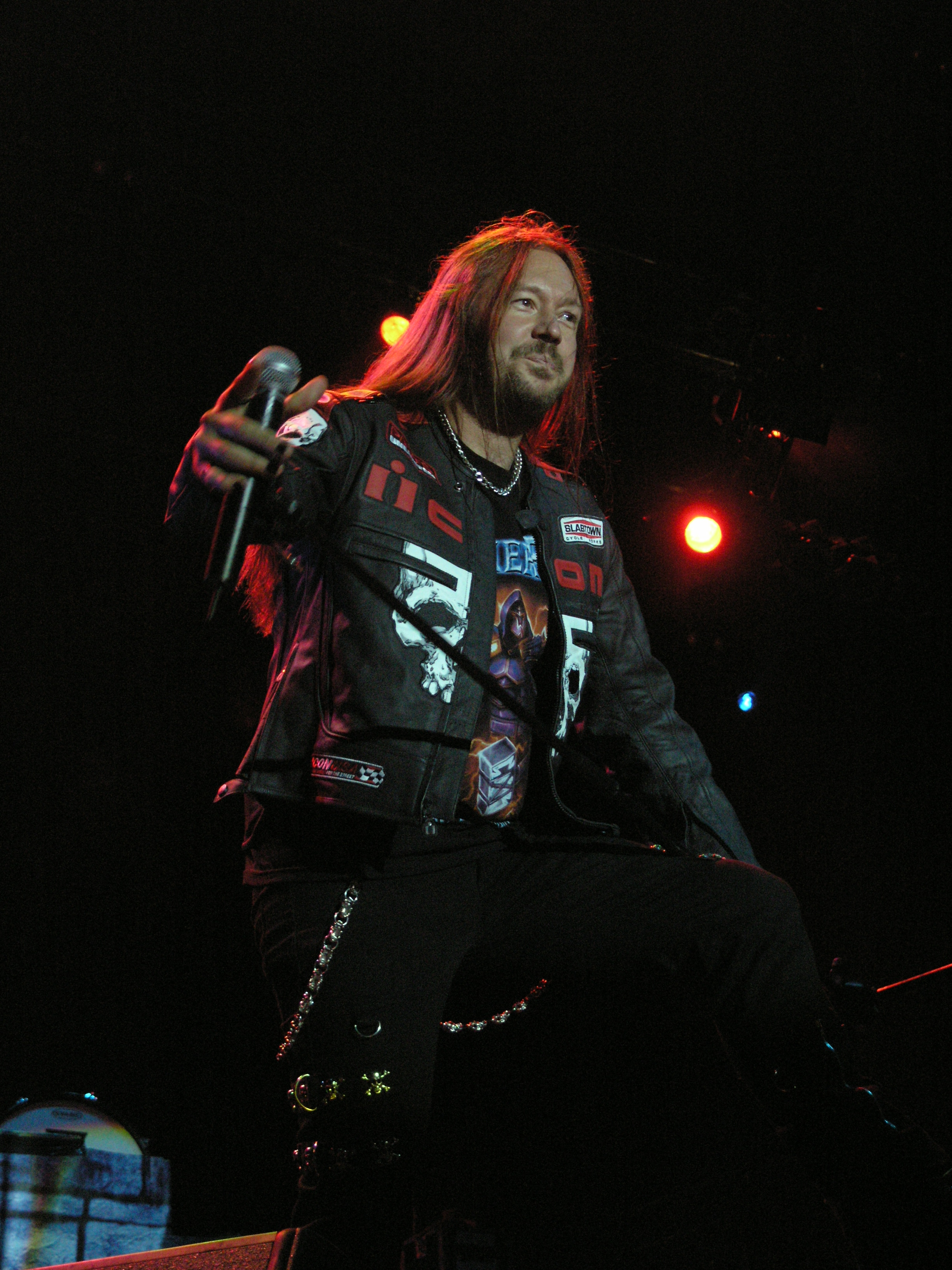
Йоаким Канс из «HammerFall» — представителей хеви в XXI веке

### Имидж
Метал породил субкультуру своих поклонников — так называемых металлистов. Им присущ имидж, включающий в себя кожаные куртки и штаны, металлические цепи и заклёпки, а также чёрные майки с символикой метал-групп. «Коза», жест двумя пальцами руки, стала постоянным атрибутом концертов тяжёлой музыки.
Изначально этот жест использовался суеверными, чтобы отпугивать злых духов, но в среде металлистов стал знаком одобрения, приветствия исполнителю. Впервые был применен Ронни Джеймсом Дио, одним из отцов-основателей хеви-метала, на своих концертах.

### Хеви-метал в XXI веке
Хеви-метал послужил основой для последующих разновидностей металла. В начале 80-х многие хеви-метал группы начали увеличивать скорость, агрессивность и ритмичность своего звучания, образуя новые виды металла. Более мелодичные из них образовали спид-метал, ставший прародителем пауэр-метала и неоклассик-метала. Более радикальные создали трэш-метал, из которого в конце 80-х и в 90-е выросла вся сцена экстремального металла. В начале 90-х некоторые группы, обращавшиеся в прошлое, к размеренному ритму хард-рока и хард-н-хеви, создали дум-метал и готик-метал.
С появлением многочисленных ответвлений металла, новых групп, играющих классический хеви-метал, стало появляться меньше. В основном элементы традиционного хеви сохранились у некоторых пауэр-метал-групп, снизивших скорость и увеличивших тяжесть, таких как «HammerFall», «Edguy», и др., стиль которых можно теперь определить как мелодик-метал. Многие группы, начинавшие с трэш-метала, такие как «Metallica», «Megadeth» и «Iced Earth», позднее начали склоняться к хеви-металу. Играющая хеви-метал и хард-рок финская группа «Lordi» в 2006 году выиграла конкурс песни «Евровидение».